# Lynn Arthur Steen
Pour les articles homonymes, voir Steen.
Lynn Arthur Steen, né le 1er janvier 1941 à Chicago et mort le 21 juin 2015 à Minneapolis, est un mathématicien et pédagogue des mathématiques américain.

## Biographie
Les parents de Steen étaient musiciens. Il grandit dans Staten Island et étudia au Luther College (en) de Decorah, dans l'Iowa (Bachelor en 1961) et au Massachusetts Institute of Technology (Ph.D. en 1965). Il devint professeur assistant puis (1975) professeur, au St. Olaf College (en) à Northfield (Minnesota), jusqu'en 2009 où il prit sa retraite et devint professeur émérite. En 1971-72, il fut chercheur invité à l'Institut Mittag-Leffler.
Il fut vice-président de la Mathematical Association of America en 1980-81 et président en 1985-86 et reçut d'elle, en 1992, un Distinguished Service Award. Steen est membre de l'American Association for the Advancement of Science. Il fut coéditeur de l'American Mathematical Monthly de 1970 à 1992 et du Mathematics Magazine de 1976 à 1980. Il fut membre du comité sur l'enseignement des mathématiques du Conseil national de la recherche des États-Unis, comité qu'il présida de 1992 à 1995.
Steen est surtout connu pour ses livres de vulgarisation mathématique et sur la pédagogie des mathématiques — en particulier pour ses plaidoyers pour encourager l'éducation scolaire des capacités élémentaires de calcul (Quantitative Literacy). Il a aussi écrit, avec J. Arthur Seebach, Counterexamples in Topology — un livre de contre-exemples en topologie générale — et a rédigé des articles de mathématiques pour Science News et pour l'Encyclopædia Britannica.
Il a reçu deux fois de suite le prix Lester Randolph Ford, en 1973 et 1974. Il est docteur honoris causa du Luther College, de l'université de Wittemberg (1991) et de l'université Concordia du Minnesota. Il est membre de l'American Mathematical Society.
Steen était marié depuis 1963 avec Mary E. Steen ; ils ont eu deux filles, Margaret et Catherine.

## Sélection de publications

### Ouvrages
- avec J. Arthur Seebach, Counterexamples in Topology, Holt, Rinehart and Winston, 1970 ; 2e éd. Springer, 1978 ; réimpr. Dover, 1995
- (éd.) Mathematics Today: Twelve Informal Essays, Springer, 1978 ; Vintage Books, 1980
- (éd.) Mathematics Tomorrow, Springer, 1981
- Achieving Quantitative Literacy: An Urgent Challenge for Higher Education, MAA, 2004 [lire en ligne]
- (éd.) Mathematics and Democracy: The Case for Quantitative Literacy, National Council on Education and the Disciplines (NECD), Princeton, 2001 [lire en ligne]
- Why Numbers Count: Quantitative Literacy for Tomorrow's America, College Entrance Examination Board, New York, 1997
- (éd.) On the Shoulders of Giants: New Approaches to Numeracy, Mathematical Sciences Education Board, National Academy Press, 1990 (incluant, de lui : « Pattern », p. 1-10)
- (éd.) Calculus for a New Century: A Pump, not a Filter, Washington D. C., MAA, 1988
- (éd.) For All Practical Purposes: Introduction to Contemporary Mathematics, W. H. Freeman, 1991
- (éd.) Math and Bio 2010: Linking Undergraduate Disciplines, MAA, 2005 (incluant, de lui : « The 'Gift' of Mathematics in the Era of Biology », p. 13-25)
- Everybody counts: Report to the Nation on the Future of Mathematics Education, National Academy Press, 1989

### Articles
- « The Science of Patterns », Science, vol. 240, 1988, p. 611-616 [lire en ligne]
- (Présenté par Martin Gardner) « From Counting Votes to Making Votes Count: The Mathematics of Elections », Scientific American, vol. 243, oct. 1980, p. 16-26B [lire en ligne]
- « New Models of the Real-Number Line », Scientific American, vol. 224, 1971, p. 92-99, [lire en ligne]
- « Mathematics and Biology: New Challenges for Both Disciplines », The Chronicle Review, 4 mars 2005, p. B12 [lire en ligne]
- « Analysis 2000: Challenges and Opportunities », dans Daniel Coray et al., One Hundred Years of L'Enseignement Mathématique: Moments of Mathematics Education in the Twentieth Century, Genève, L'Enseignement Mathématique, 2003, p. 191-211 [lire en ligne]
- « A Mind for Math., review of The Math Gene: How Mathematical Thinking Evolved and Why Numbers are Like Gossip, by Keith Devlin », American Scientist, vol. 88, 2000, p. 555-556 [lire en ligne], pdf, html
- « A Joyful Passion for Proofs: The Pied Piper of Mathematics, review of The Man Who Loved Only Numbers, by Paul Hoffman, Hyperion Press, 1998 », American Journal of Psychology, Fall 2000, p. 478-483 [lire en ligne]
- « Review of A Mathematical Mystery Tour: Discovering the Truth and Beauty of the Cosmos, by A. K. Dewdney (en) », Notices of the American Mathematical Society, vol. 47, no 2, février 2000, p. 221-224 [lire en ligne]
- « Facing the Future: Mathematics for Everyone », Proceedings of ICMI-China Regional Conference on Mathematical Education, Beijing, 1991
- « Election Mathematics: Do All Those Numbers Mean What They Say? », dans Samuel H. Baker et Catherine S. Elliott, Readings in Public Sector Economics, D. C. Heath, 1989, p. 308-315 [lire en ligne]
- « Celebrating Mathematics », American Mathematical Monthly, vol. 95, mai 1988, p. 414-427 [lire en ligne]
- « Ever Since Socrates, review of The Beauty of Doing Mathematics, by Serge Lang », American Scientist, mai-juin 1986, p. 284-285 [lire en ligne]
- « Living with a New Mathematical Species », dans Geoffrey Howson et Jean-Pierre Kahane, The Influence of Computers on Informatics and Its Teaching, Cambridge University Press, 1986, p. 52-60 [lire en ligne]
- « Mathematics: Our Invisible Culture », Newsletter of the Council for Liberal Learning of Association of American Colleges, vol. 1, no 4, février-mars 1986, p. 3-4 [lire en ligne]
- (avec Gerald Alexanderson) « Interview with Peter J. Hilton », Mathematical People: Profiles and Interviews, Birkhäuser, Boston, 1985, p. 133-149
- (éd.) « Euler Glossary », Mathematics Magazine, vol. 56, 1983, p. 316-325
- « John G. Kemeny: Computing Pioneer », The Two-Year College Mathematics Journal (en), vol. 14, 1983, p. 18-35 [lire en ligne]
- « Nonstandard Analysis », Encyclopædia Britannica Micopaedia, 2e éd., 1982
- « Twisting and Turning in Space », Science News, vol. 122, 1982, p. 42-44 [lire en ligne]
- « The Arithmetic of Apportionment », Science News, vol. 121, 1982, p. 317-318 [lire en ligne]
- (avec Donald J. Albers) « A Conversation with Don Knuth », The Two-Year College Mathematics Journal, vol. 13, 1982, p. 2-18 et 128-141 [lire en ligne]
- « Computer Calculus », Science News, vol. 119, avril 1981, p. 250-251 [lire en ligne]
- « Linear Programming: A Solid New Algorithm »., Science News, oct. 1979, p. 234-236 [lire en ligne]
- « Unsolved Problems in Geometry », The Mathematics Teacher, vol. 73, 1980, p. 366-369 [lire en ligne]
- « A New Perspective on Infinity », New Scientist, novembre 1978, p. 448-451 [lire en ligne]
- « Fractals: A World of Nonintegral Dimensions », Science News, vol. 112, août 1977, p. 122-123 [lire en ligne]
- « Catastrophe Theory: The First Decade », Science News, vol. 111, avril 1977, p. 218-219, 223 [lire en ligne]
- « Solution of the Four Color Problem », Mathematics Magazine, vol. 49, 1976, p. 219-222 [lire en ligne]
- « Solving the Great Bubble Mystery », Science News, septembre 1975, p. 186-187 [lire en ligne]
- « Foundations of Mathematics: Unsolvable Problems », Science, juillet 1975, p. 209-210 [lire en ligne]
- « The Metamathematical World of Model Theory », Science News, vol. 107, févr. 1975, p. 108-111 [lire en ligne]
- « Highlights in the History of Spectral Theory », American Mathematical Monthly, vol. 80,‎ 1973, p. 359-381 (lire en ligne)
- « Conjectures and Counterexamples in Metrization Theory », American Mathematical Monthly, vol. 79,‎ 1972, p. 113-132 (lire en ligne)